# SN 1999ew
SN 1999ew – supernowa typu II odkryta 13 listopada 1999 roku w galaktyce NGC 3677. W momencie odkrycia miała maksymalną jasność 16,50m.